# Erinn Hayes
Erinn Hayes née le née le 25 mai 1976 à San Fernando, est une actrice américaine. Elle est connue pour son rôle du docteur Lola Spratt dans la sitcom Children's Hospital (2008-2016), qu'elle a ensuite repris dans sa série dérivée Medical Police (2020). Pour son rôle, elle a reçu une nomination pour le Primetime Emmy Award de la meilleure actrice dans une série comique ou dramatique courte en 2016.
Elle a joué des rôles dans un certain nombre de sitcoms, notamment Alison dans The Winner (en) (2007), Melanie Clayton dans Worst Week (2008-2009), Sheila dans Guys with Kids (2012-2013) et Donna Gable dans Kevin Can Wait (2016-2017). Elle a également joué dans It's a Disaster (en) (2012), They Came Together (en) (2014), Band Aid (en) (2017), Bill et Ted sauvent l'univers (2020) et Une histoire de Noël à Noël (2022).

## Biographie

### Jeunesse
Erinn Hayes est née à San Fernando, en Californie. Elle étudie à l'Université du Colorado à Boulder et obtient en 1998 un bachelor of Fine Arts.

### Carrière
En 2005, Erinn Hayes apparaît dans le rôle deBecky Sharp dans la série Kitchen Confidential de Fox. La même année, elle joue le rôle de Pam Dawber dans le téléfilm Behind the Camera: The Unauthorized Story of Mork & Mindy aux côtés de Chris Diamantopoulos. Elle joue en 2007 Alison dans la série télévisée The Winner (en).
Erinn Hayes joue par la suite le rôle du docteur Lola Spratt dans la série comique satirique Children's Hospital sur Adult Swim.1. Elle est nommée pour un Emmy pour la meilleure actrice dans une série comique ou dramatique courte en 2016.
Elle joue le rôle de Melanie Clayton dans la série humoristique de CBS Worst Week. La série est une version américanisée de la comédie britannique The Worst Week of My Life. Elle joue ensuite dans la série comique de NBC Guys with Kids. Elle joue par la suite dans des films tels que It's a Disaster (en), Voisins du troisième type et They Came Together (en). Erinn Hayes joue dans la deuxième saison de la série parodique de télé-réalité Hulu The Hotwives of Las Vegas en 2015.
En 2015, elle joue le rôle d'une détenue dans le clip du groupe Dengue Fever pour la chanson «No Sudden Moves».
En 2016, l'actrice commence à jouer dans la série CBS Kevin Can Wait, interprétant le rôle de Donna, la femme de Kevin Gable,. À la suite de son renouvellement après la première saison, elle est renvoyée de la série pour des raisons non précisées,. La série est annulée après sa deuxième saison.
En avril 2019, elle interprète le rôle de Vivian dans la série Netflix Huge en France, aux côtés de Gad Elmaleh.
En janvier 2020, Erinn Hayes joue le rôle de Lola Spratt dans la série Medical Police, avec la co-star Rob Huebel (en), pour une distribution sur Netflix. La même année, elle joue le rôle de la princesse Elizabeth Logan, l'épouse de Ted, dans Bill et Ted sauvent l'univers, le troisième volet de la série de films Bill et Ted (en).
En 2022, elle joue la femme de Ralphie, Sandy Parker, dans Une histoire de Noël à Noël, une suite du film A Christmas Story de 1983, pour Warner Bros. Pictures, Legendary Pictures et HBO Max (maintenant Max).

### Vie privée
En 2004, Erinn Hayes épouse son amour de lycée, Jack Hayes, un contremaître. Ils ont deux filles.

## Filmographie

### Film
| Année | Titre                         | Rôle                |
| ----- | ----------------------------- | ------------------- |
| 2001  | Final Stab                    | Kristin             |
| 2005  | La rumeur court…              | Wedding Coordinator |
| 2012  | It's a Disaster (en)          | Emma Mandrake       |
| 2012  | Voisins du troisième type     | Femme de Bob        |
| 2014  | Hits (en)                     | Maddy               |
| 2014  | They Came Together (en)       | Valerie             |
| 2014  | A Better You                  | Lindsay             |
| 2014  | One-Minute Time Machine       | Regina              |
| 2016  | Interior Night                | Charlotte           |
| 2017  | Band Aid (en)                 | Crystal Vichycoisse |
| 2017  | Fixed                         | Eve                 |
| 2018  | Sharon 1.2.3.                 | Sharon !            |
| 2020  | Holly Slept Over (en)         | Marnie              |
| 2020  | Bill et Ted sauvent l'univers | Princesse Elizabeth |
| 2021  | Witness Infection             | Patricia Miola      |
| 2022  | Une histoire de Noël à Noël   | Sandy Parker        |
| 2023  | The Donor Party (en)          | Molly               |

### Télévision
| Année     | Titre                                                     | Rôle                                                     | Observation                                                   |
| --------- | --------------------------------------------------------- | -------------------------------------------------------- | ------------------------------------------------------------- |
| 2001      | Providence                                                | Serveuse                                                 | Épisode: "Falling"                                            |
| 2003      | On the Spot (en)                                          | Brenda                                                   | Rôle principal, 5 épisodes                                    |
| 2003      | The West Wing                                             | Laura                                                    | Épisode: "Constituency of One"                                |
| 2003      | Eve                                                       | Fiona                                                    | Épisode: "'Twas The Fight Before Christmas"                   |
| 2004      | CSI: Crime Scene Investigation                            | Debbie Marlin                                            | Épisode: "Butterflied"                                        |
| 2004      | North Shore : Hôtel du Pacifique                          | Eva Latisse                                              | Épisode: "Surprise Party"                                     |
| 2004      | Everwood                                                  | Mindy Wheeler                                            | 2 épisodes                                                    |
| 2004      | Will & Grace                                              | Katherine Fallon                                         | Épisode: "The Newlydreads"                                    |
| 2004      | Significant Others (en)                                   | Cynthia                                                  | 4 épisodes                                                    |
| 2005      | Behind the Camera: The Unauthorized Story of Mork & Mindy | Pam Dawber                                               | Téléfilm                                                      |
| 2005–2006 | Kitchen Confidential                                      | Becky                                                    | 4 épisodes                                                    |
| 2006      | Modern Men (en)                                           | Barbara                                                  | Épisode: "The Homewrecker"                                    |
| 2007      | Shark                                                     | Ellie Davis                                              | Épisode: "Teacher's Pet"                                      |
| 2007      | Eyes                                                      | Gayle Kearney                                            | Épisode: "Innocence"                                          |
| 2007      | The Winner (en)                                           | Alison McKellar                                          | 6 épisodes                                                    |
| 2008      | Family Guy                                                | Jared's Mom (voix)                                       | Épisode: "The Former Life of Brian"                           |
| 2008      | Unhitched (en)                                            | Pam                                                      | 2 épisodes                                                    |
| 2008–2010 | Notes from the Underbelly                                 | Beverly                                                  | 2 épisodes                                                    |
| 2008–2016 | Childrens Hospital                                        | Lola Spratt                                              | Rôle principal, 65 épisodes                                   |
| 2009      | Worst Week                                                | Melanie Clayton                                          | Rôle principal, 16 épisodes                                   |
| 2009      | Hawthorne : Infirmière en chef                            | Maureen McKinley                                         | Épisode: "Mother's Day"                                       |
| 2009      | Grey's Anatomy                                            | Cathy Becker                                             | Épisode: "I Saw What I Saw"                                   |
| 2010      | Romantically Challenged                                   | Vanessa                                                  | Épisode "Perry and Rebecca's High School Reunion"             |
| 2010      | Parenthood                                                | Racquel                                                  | 6 épisodes                                                    |
| 2010      | Royal Pains                                               | Faith Green                                              | Épisode: "Keeping the Faith"                                  |
| 2010      | Two and a Half Men                                        | Gretchen                                                 | Épisode: "The Immortal Mr. Billy Joel"                        |
| 2011      | Desperate Housewives                                      | Lisa                                                     | Épisode: "And Lots of Security..."                            |
| 2011–2012 | How to Be a Gentleman                                     | Lauren                                                   | 2 épisodes                                                    |
| 2012      | Suits : Avocats sur mesure                                | Employé de casino                                        | Épisode: "All In"                                             |
| 2012–2013 | Guys with Kids                                            | Sheila                                                   | Rôle principal; 16 episodes                                   |
| 2013      | Wedding Band                                              | Emily Corgy                                              | Épisode: "End of the World as We Know It"                     |
| 2013      | Robot Chicken                                             | Mère / Fille / Narratrice du Noël 2065 / Reporter (voix) | Épisode: "Born Again Virgin Christmas Special"                |
| 2013–2015 | Parks and Recreation                                      | Annabel Porter                                           | 2 épisodes                                                    |
| 2014      | The Mason Twins                                           | Lizzie Mason                                             | Pilote de NBC invendu                                         |
| 2014      | Workaholics                                               | Miss BS                                                  | Épisode: "Miss BS"                                            |
| 2014      | Growing Up Fisher                                         | Madi                                                     | Épisode: "Madi About You"                                     |
| 2014      | Comedy Bang! Bang! (en)                                   | Voleuse de chien                                         | Épisode: "Steven Yeun Wears Rolled Up Black Jeans & No Socks" |
| 2014      | The League                                                | Heather                                                  | Épisode: "Epi Sexy"                                           |
| 2014      | Benched (en)                                              | Francine                                                 | Épisode: "Solitary Refinement"                                |
| 2014–2015 | New Girl                                                  | Ruth                                                     | Épisodes: "Landline". "Coming Out"                            |
| 2015      | One Big Happy                                             | Kate                                                     | Épisode: "Crushing It"                                        |
| 2015      | The Odd Couple                                            | Docteur Sharon                                           | Épisode: "Heal Thyself"                                       |
| 2015      | Last Week Tonight with John Oliver                        | Maternity                                                | Épisode: "Paid Family Leave"                                  |
| 2015      | The Hotwives of Las Vegas                                 | Callie Silversan                                         | 7 épisodes                                                    |
| 2016      | Transparent                                               | Lisa                                                     | Épisode: "Exciting and New"                                   |
| 2016–2017 | Kevin Can Wait                                            | Donna Gable                                              | Rôle principal (saison 1); 24 épisodes                        |
| 2017      | Wrecked : Les Rescapés                                    | Rosa                                                     | Épisode: "Tony Pepperoni"                                     |
| 2018      | A.P. Bio                                                  | Trish                                                    | Épisode: "Freakin' Enamored"                                  |
| 2018      | The Dangerous Book for Boys (en)                          | Beth McKenna                                             | 6 épisodes                                                    |
| 2019      | Huge en France                                            | Vivian                                                   | Rôle principal                                                |
| 2019      | Best Seller                                               | Charleese                                                | Épisode: "Pilote"                                             |
| 2020      | Medical Police                                            | Dr. Lola Spratt                                          | Main role                                                     |
| 2020      | Room 104                                                  | Linda                                                    | Épisode: "Oh, Harry!"                                         |
| 2020-2022 | Les Goldberg                                              | Jane Bales                                               | 7 épisodes                                                    |
| 2022      | Murderville                                               | Lisa Capobianco                                          | Épisode: "Most Likely to Commit Murder"                       |
| 2022      | Kevin Can F**k Himself (en)                               | Molly                                                    | Épisode: "Allison's House"                                    |
| 2024      | Grimsburg                                                 | Flûte d'harmonie                                         |                                                               |
| 2024      | Sing: Thriller (en)                                       | Voix                                                     | Créditée à tort comme «Erin Hayes», spécial Halloween         |
| 2025      | NCIS : Enquêtes spéciales                                 | Wendy Hill                                               | Saison 22, Épisode 14                                         |